# 蓬泰隆戈
蓬泰隆戈（義大利語：Pontelongo），是意大利威尼托大区帕多瓦省的一个市镇。总面积10.81平方公里，人口3984人，人口密度368.5人/平方公里（2009年）。国家统计（ISTAT）代码为028068。